# Борисов, Виктор Васильевич (математик)
Виктор Васильевич Борисов (1937—2013) — советский и российский физик и математик, доктор физико-математических наук (1987).

## Биография
Родился 31 октября 1937 года.
Окончил Ленинградский государственный университет, после чего остался работать в нём.
Занимался гиперболические уравнениями, в ЛГУ было издано его три монографии:
- 1987 — Неустановившиеся электромагнитные волны,
- 1991 — Неустановившиеся поля в волноводах,
- 1996 — Электромагнитные поля переходных токов.

Умер в 2013 году.